# Ернан Кортес
Ерна́н Корте́с (ісп. Hernán Cortés, 1485—2 грудня 1547) — кастильський конкістадор і першовідкривач, завойовник Мексики. Генерал-капітан Нової Іспанії (1521—1524). Один із провідників Доби великих географічних відкриттів. Знищив цивілізацію ацтеків, першим почав імпортувати ваніль і шоколад у Європу. Представник кастильського шляхетного роду Кортесів. Народився в Медельїні, Кастилія. Син Мартіна Кортеса де Монроя й Каталіни Пісарро-Альтамірано. Навчався у дядька в Саламанці. Переїхав з Іспанії до Нового світу, до Еспаньйоли (1504). Під проводом Дієго де Веласкеса брав участь у підкоренні Куби (1510—1514). За власною ініціативою здійснив завоювання Мексики (1519—1521). Згодом отримав від королівського уряду пост генерал-капітана (1521) й особистий герб (1525). Здійснив експедицію до Гондурасу (1524—1526). Тимчасово повернувся до Європи (1528), отримав від Карла V титул маркіза Оахацького (1529). Знову виїхав до Мексики (1530), яка за його відсутності поринула в анархію. Через десятиліття назавжди повернувся до Іспанії, брав участь у Алжирському поході (1541). Помер від дизентерії у Кастильєсі, плануючи знову вирушити до Мексики. Похований в Іспанії, перепохований у Мексиці (1566). Про його життя збереглось мало джерел; ті, що дійшли до нас — суперечливі, тому історики вельми розбігаються в оцінках його особистості та спадку. Праці Бартоломе де лас Касаса зробили його одним із основних персонажів «Чорної легенди». Національний герой Іспанії та Мексики.

## Імена
- Ерна́н Корте́с — коротке ім'я.
- Ерна́ндо Корте́с — коротке ім'я.
- Ферна́н Корте́с (ісп. Fernan Cortés) — альтернативна форма.
- Ферна́ндо Корте́с (ісп. Fernando Cortés) — альтернативна форма.
- Ферна́ндо Корте́с де Монрóй і Піса́рро Альтаміра́но (ісп. Fernando Cortés de Monroy y Pizarro Altamirano) — повне ім'я.

## Біографія

### Ранні роки життя
Кортес народився в Медельїні, провінція Естремадура, королівство Кастилія. Він був єдиним сином Мартіна Кортеса (ісп. Martín Cortés) і Каталіни Пісарро Альтамірано (ісп. Catalina Pizarro Altamirano). Двоюрідним братом його матері був Франсіско Пісарро, який в завоював у 1536 році імперію інків.
До 14 років Кортес отримував освіту в рідному Медельїні, потім його батьки влаштували на навчання в Університет Саламанки, де він вчився два роки. Але він розчарував своїх батьків, повернувшись додому зимою в 1501 році у 17 років, замість того, щоб продовжити навчання і вивчити закони як його дідусь. Але Берналь Діас дель Кастільйо називав його бакалавром права. Кортес був добре освіченою людиною за мірками XVI століття, що визнавали і його противники. За описом Марінео Сікуло (його першого біографа) Кортес умів складати вірші та ритмічну прозу; він володів латинською мовою, а в його доповідях і листах було багато латинських цитат. Згідно версії американського історика XIX століття Вільяма Прескотта цей ступінь надав Кортесові Саламанківський університет. Разом з тим існує версія, що «ці дворічні заняття і практичні знання законів, що він опанував під час стажування в нотаріуса у Вальядоліді породили міф, що Кортес вивчив право в Саламанківському університеті».
Далі в нього був вибір між пошуком популярності та слави у війні в Італії і спробою пошукати щастя в іспанських колоніях Нового світу.

### Прибуття в Новий Світ
Через низку затримок Кортес вирушив в Новий світ тільки в 1506 році. Він взяв участь у завоюванні Гаїті і Куби й одержав як винагороду велику ділянку землі та індіанських рабів. 1510 року увійшов до загону Дієго Веласкеса, що вирушав на завоювання Куби. У загоні служив офіційним скарбником, котрий відповідав за оцінку і відправлення до Іспанії королівської п'ятини. Веласкес виявляв прихильність до Кортеса, завдяки чому 26-річний конкістадор став вельми помітною фігурою в колонії. Вже тоді проявилися його лідерські якості і схильність до ризикованих дій. Експедиції на півострів Юкатан Франсіско Ернандеса де Кордоби в 1517 році та Хуана де Гріхальви в 1518 році повернулися на Кубу, принісши мало золота та багато розповідей про найвіддаленішу землю, де, за оповідями, було багато золота. Тоді Дієго Веласкес де Куельяр, губернатор Куби вирішив організувати нову, могутнішу військову експедицію, що повинна була завоювати країну, про яку розповідали Кордова і Гріхальва. Начальником експедиції він призначив свого племінника Кортеса. Кортес негайно продав або заклав свої землі, щоб купити кораблі й провізію. Офіційно експедиція вирушала з метою досліджувати й торгувати з новими країнами на заході.
В останню мить губернатор Веласкес скасував експедицію, але Кортес проігнорував його наказ і самовільно вийшов у море в лютому 1519 року.

### Завоювання Мексики

Шлях експедиції Кортеса суходолом

Кортес покинув Кубу з 11 кораблями, 553 солдатами і 15 кіньми. Каравели експедиції Кортеса потрапили в сильну бурю. Кораблі розкидало в різні боки, деякі були серйозно пошкоджені. Поступово вони все ж досягли збірного пункту — острова Косумель неподалік від Юкатана. Під час перебування на острові до іспанців приєднався їхній співвітчизник Херонімо де Агіляр, що потрапив у полон до індіанців після аварії корабля. Агіляр за ці роки навчився добре розмовляти мовою індіанців мая. Він також добре знав їхні вірування і звичаї. Примкнувши до експедиції Кортеса, він сильно їй допоміг.
Кортес наказав після висадки на мексиканському узбережжі затопити всі свої кораблі. Після цього в значенні не залишити собі шляхів відступу прижилася фраза «спалити свої кораблі». У березні 1519 року Кортес формально проголосив землі, на які прибув, власністю іспанської корони. Він зробив зупинку на Тринідаді для того, щоб найняти додаткових рекрутів і придбати коней. Після цього він вирушив до Табаско, де здобув перемогу в битві з індіанцями. Від переможених він отримав 20 дівчат, серед яких була Малінче, жінка, що відіграла значну роль у завоюванні Мексики. Малінче знала не тільки мову мая, але й мову ацтеків науатль, і завдяки цьому стала перекладачкою й радником. Від Малінче Кортес довідався про багату імперію ацтеків.
У липні 1519 року Кортес встановив контроль над Веракрусом. До того часу він зовсім відмовився підпорядковуватися губернатору Куби Веласкесу й проголосив, що отримуватиме накази безпосередньо від короля Карла V. У Веракрусі Кортес зустрів племена, що платили данину правителю ацтеків Монтесумі II, і попросив їхнього сприяння в організації зустрічі з ацтеком. Монтесума відмовився, але Кортес наполягав. Залишивши у Веракрусі сотню людей, в середині серпня 1519 року Кортес вирушив на Теночтітлан. У нього було 600 вояків, 15 вершників, 15 гармат і сотні індіанських носіїв. Дорогою на столицю імперії ацтеків Кортес залучив до свого походу чимало індіанських племен, зокрема тлашкаланців, мешканців сучасного мексиканського штату Тлашкала, затятих ворогів ацтеків. У жовтні 1519 року Кортес зі своїм загоном у супроводі 3 тисяч тлашкаланців здійснив перехід до Чолули, другого за величиною міста центральної Мексики. У Чолулі загін Кортеса влаштував різню, вбивши тисячі неозброєних представників місцевої знаті, що зібралися на центральній площі, а потім спалив частину міста.
Іспанці прибули в Теночтітлан із великою армією. 8 листопада 1519 року їх мирно, за приписами традицій і дипломатичним кодексом, прийняв правитель ацтеків Монтесума II. Монтесума свідомо дозволив Кортесу увійти в серце своєї держави, сподіваючись довідатися про слабкості супротивника, щоб потім розчавити його. Він подарував іспанцям багато золота, що розпалило їхні апетити. Біограф Кортеса К. Дюверже писав з цього приводу:
| „Золото предстало у всіх можливих варіантах: розкішні прикраси та ритуальні предмети свідчили про високий художній талант мексиканських золотарів, а масивний сонячний диск із золота ще більше розпалював апетити іспанців. Тут були кулони, щипчики, намиста, сережки, зливки, самородки, золотий пісок, насипаний у порожнисті стрижні цінних пір’їв, – словом усе, що могло розпалити уяву конкістадора”. |
У листі до Карла V Кортес повідомив, що ацтеки сприймають його як посланця бога Кетцалькоатля, а можливо й як самого бога. Деякі сучасні історики заперечують це твердження. Проте, незабаром Кортес довідався про напад на іспанські сили на узбережжі, й вирішив захопити Монтесуму й тримати його заручником у власному палаці, вимагаючи від правителя ацтеків присягнути Карлу V.
Тим часом, Веласкес послав у Мексику нову експедицію на чолі з Панфіліо де Варваесом. Новий загін, який налічував 1 100 вояків, висадився на узбережжі Мексики в квітні 1520 року із завданням виступити проти Кортеса. Кортес залишив загін із 200 іспанців у Теночтітлані, а з рештою пішов назустріч Нарваесу. Попри менші сили, йому вдалося отримати перемогу й переконати залишки загону Нарваеса приєднатися до нього. У столиці один із лейтенантів Кортеса, Педро де Альварадо влаштував різанину в головному храмі, що призвело до повстання індіанців. Керував повсталими племінник Монтесуми Куаутемок, який поклявся загинути але не допустити панування чужинців. Кортес швидко повернувся в Теночтітлан і запропонував укласти перемир'я, сподіваючись використати положення Монтесуми як заручника, але 1 липня розлючений натовп забив Монтесуму камінням. Кортес вирішив утікати в Тлашкалу. Іспанцям пощастило вислизнути в ніч, яка отримала назву Сумної, залишивши ар'єргард на смерть і втративши більшу частину награбованого багатства й артилерію.
Загін Кортеса крім людських втрат втратив більшість коней (залишилося 26 поранених коней). Майже всі воїни були поранені. Індіанські союзники іспанців, побачивши такий розгром, поховалися у своїх оселях, і з тривогою і страхом чекали подальшого розгортання подій. Жерці ацтеків з радістю передчували перемогу і взяття нових жертв. Для них знекровлені залишки загону іспанців здавався лише ласим жертовним шматком. Величезна армія ацтеків — близько 100 000 чоловік чекала іспанців на полі біля селища Отумба. Битва, маленького загону поранених іспанців, з цією величезною армією відбулася і завдяки неймовірній мужності і вмілим діям двох десятків вершників, очолюваних Кортесом, закінчилася перемогою іспанців. Кортес в цьому бою прорвався крізь ряди ацтекських воїнів і вбив ацтекського головнокомандувача — Сіуака. Ця битва, для деморалізованих індіанців, союзників Кортеса, стала тим дивом, яке знову воскресило всі надії на звільнення від кривавого рабства ацтеків.
Отримавши перемогу в битві при Отумба, де вперше в Америці була використана кіннота, військо Кортеса добралося до Тлашкали, де вони були з почестями зустрінуті місцевими жителями. Їхні втрати загалом склали 870 вояків. Вони відпочивали і набиралися сил 22 дні. З Куби прибуло підкріплення, і Кортес взявся виправляти становище. У січні 1521 року Кортес розкрив змову проти себе й повісив її керівника Вільяфану. На початку 1521 року він зібрав нову армію в яку ввійшли 600 іспанців, 25 000 тлашкаланців. На озброєнні армії було 20 коней та 100 гармат. Підступивши до Теночтітлану і взявши його в облогу, іспанці розпочали війну на винищення. Вони підпорядкували собі міста союзників ацтеків і відрізали столицю від постачання. Лише в червні після боїв з перемінним успіхом Кортес зміг розпочати штурм.
Обложене місто протрималось понад 70 днів до 13 серпня 1521 року. У цей день іспанцям вдалося перехопити невелику флотилію, що відчалила від одного з міських кварталів. В одному з каное виявили правителя ацтеків тлатоані Куаутемока. «Він поклав руку на мій кинджал, просячи, щоб я вбив його», — писав Кортес. Але ватажку конкістадорів полонений правитель був потрібен як заручник. Іспанці дозволили беззбройним виснаженим ацтекам покинути зруйноване місто, домігшись від їхнього правителя відомостей про місце знаходження захованих скарбів ацтеків. Завойовникам дісталося золото, оцінене в суму близько 130 тисяч іспанських золотих дукатів, але здобич здалася їм занадто скромною, і вони піддали бранця тортурам. Іспанці сподівалися вивідати у Куаутемока, де приховані інші коштовності, але не змогли домогтися більшого.
Уцілілі будівлі захопленого Теночтітлана були зруйновані, поховавши під собою тіла полеглих захисників. Після падіння, місто було знищене. На руїнах індіанської столиці згодом було засноване місто Мехіко. Ватажок конкістадорів повідомив імператору Карлу V про довгоочікувану перемогу. У своєму посланні він вказав, що в боях і в результаті голоду і епідемій загинуло 70 тисяч індіанців, більше половини населення міста. За твердженням завойовників, втрати їх союзників наближалися до 10 тисяч.
У війні проти іспанців загинуло понад 300 000 ацтеків. Нині в центрі Мехіко (Теночтітлану) стоїть пам'ятник останньому тлатоані Куаутемоку. 13 серпня національний день трауру у Мексиці. Врешті-решт, після захоплення 13 серпня 1521 року в полон Куаутемока, правителя Теночтітлану, держава ацтеків зникла, й Кортес оголосив місто іспанською власністю, перейменувавши його в Мехіко. З 1521 по 1524 роки Кортес був одноосібним правителем у завойованому місті.

### Губернаторство у Мехіко
Карл V призначив Кортеса губернатором, капітан-генералом і верховним суддею завойованих територій, які отримали назву «Нова Океанська Іспанія». Однак, і це Кортесу дуже не сподобалося, він водночас призначив йому в допомогу чотирьох королівських чиновників, таким чином поставивши Кортеса під нагляд й обмеживши його дії. Кортес почав розбудову Мехіко, знищуючи храми та будинки ацтеків, і на їхніх руїнах зводячи європейське місто. Водночас він засновував інші міста, призначаючи туди своїх людей і таким чином зміцнюючи іспанське правління у Новій Іспанії. З 1524 року він запровадив систему кріпосного права, яке називали енком'єндою. Її складовою було навернення індіанців до християнства.
Впродовж 7 років Кортес піклувався про дослідження нових володінь, встановлення миру між індіанцями, заснуванням копалень і розширенням рільництва. Він одним із перших зробив спробу вирощувати в Мексиці цукрову тростину й завозити рабів з Африки.
У 1523 році король, мабуть, під впливом ворога Кортеса єпископа Фонсеки, послав у північну частину Мексики військовий загін на чолі з Франсіско де Гараєм. Це теж не сподобалося Кортесу, як свідчить його четвертий лист до короля, в якому він описує себе жертвою змови, організованої Дієго Веласкесом, Дієго Колумбом, єпископом Фонсекою та Франсіско Гараєм. Король наказав Гараю не втручатися в політику Нової Іспанії, що обмежило його можливості. Кортес примусив Гарая відмовитись від завойовницьких дій (під час перемовин з Кортесом в Мехіко в грудні 1523 року Гарай помер, ніби від пневмонії, хоча у його смерті звинувачували Кортеса), тим не менше, Кортес зважився покинути Мехіко і вирушити в експедицію для покарання Кристобаля де Оліда, котрого Кортес послав раніше для завоювання Гондурасу, але, вступивши у змову з кубинським губернатором Веласкесом, вийшов з підпорядкування Кортесу.
Через постійну військову небезпеку і змови, що виникали у середовищі його найближчого оточення, Кортес проявляв усе більшу жорстокість. Він наказав у 1525 році піддати тортурам і стратити Куаутемока, останнього правителя ацтеків, а також мав намір зробити похід на Кубу і розправитися з Веласкесом (той помер у 1524 році). Такі непродумані рішення спонукали короля Карла V усунути Кортеса з посади, і через місяць після повернення його з походу в Гондурас, наприкінці червня 1526 року в Мехіко прибув Хуан Понсе де Леон II (син першовідкривача Флориди), що раніше викривав злочини Кортеса і отримав призначення на посаду губернатора Нової Іспанії. Втім, через дуже короткий час новий губернатор помер (надалі Кортеса звинувачували в його отруєнні), наступні правителі, Маркос де Агіляр і Алонсо де Естрада також ставилися до Кортеса неприязно, і наприкінці 1527 року Кортес був змушений покинути Мексику, прибути в Іспанію та дати звіт про свою діяльність.

### Візит до Іспанії і повернення до Мексики
Кортес у 1528 році постав перед судом короля і блискуче виправдався. Головні аргументи його супротивників ґрунтувались на тому, що золота і срібла з Мексики він відсилав набагато менше, ніж було потрібно при виплаті королівської п'ятини. Король удостоїв Кортеса аудієнції і нагородив членством у лицарському ордені Сантьяго де Компостела. 1529 року Кортесу і його нащадкам був подарований титул маркіза Оахаки, який існував до 1811 року. Кортесу було подаровано право тримати в Оахаке 23 000 васалів, але при цьому його не відновили у губернаторській посаді, і не дали натомість іншої.
У відсутність Кортеса, в Мексиці сталася серйозна політична криза: члени Аудієнсії ділили владу, а головнокомандувач Нуньо де Гусман грабував індіанців. 1528 року до Іспанії прибула індіанська делегація зі скаргами на колоністів, і Кортес став на їхній бік.
У 1530 році Кортеса призначили військовим губернатором Мексики, йому довелося ділити владу з доном Антоніо де Мендоса, призначеним цивільним губернатором. До 1541 року Кортес жив у своєму маєтку в Куернавака (48 км на південь від Мехіко). 1536 року він здійснив експедицію до Каліфорнії, розраховуючи примножити володіння іспанської корони, а також знайти прохід з Атлантичного океану до Тихого (якого він так і не знайшов у Гондурасі). Цей похід, попри великі витрати, не приніс йому ні багатства ні влади.

### Останні роки життя
У 1541 році відбувся черговий судовий процес, пов'язаний з перевищенням повноважень, він змусив Кортеса повернутись в Іспанію. Положення його зазнало змін: йому ледь вдалось добитись аудієнції короля. Легенда свідчить, що затертий в натовпі придворних, Кортес прорвався, і повис на підніжці королівського екіпажу. На запитання обуреного короля: «Хто ви такий?», Кортес відповів: «Я — людина, котра подарувала Вашій Величності більше країн, ніж ваші предки залишили вам міст!»
У цьому ж році за наказом короля Кортес приєднався до походу генуезького адмірала Андреа Доріа для підкорення Алжиру. Кортес зробив спробу захопити алжирського пашу Хайретдина Барбароссу, але сильний шторм ледь не знищив увесь іспанський загін. Похід виявився вкрай невдалим у військовому відношенні, і залишив Кортесу багато боргів, оскільки він споряджав експедицію на власні кошти. 1544 року Кортес навіть подав позов королівському казначейству, але судові розгляди затяглися аж до 1547 року і не дали результатів. Кортес намагався повернутися до Мексики, але заразився на дизентерію, і помер поблизу Севільї, 2 грудня 1547 року в містечку Кастільєха-де-ла-Куеста у віці приблизно 62 років.
Усі ці роки Кортеса супроводжував священик Франсиско Лопес де Гомара, що став його духовним батьком, і записував спогади завойовника та гостей, що відвідували його.
У заповіті Кортес просив поховати його в Мексиці, а також виявив побажання надати законний статус його дітям-метисам від індіанських наложниць, включаючи первістка — Мартіна Кортеса, народженого від Малінче. Це було виконано.

### Поховання

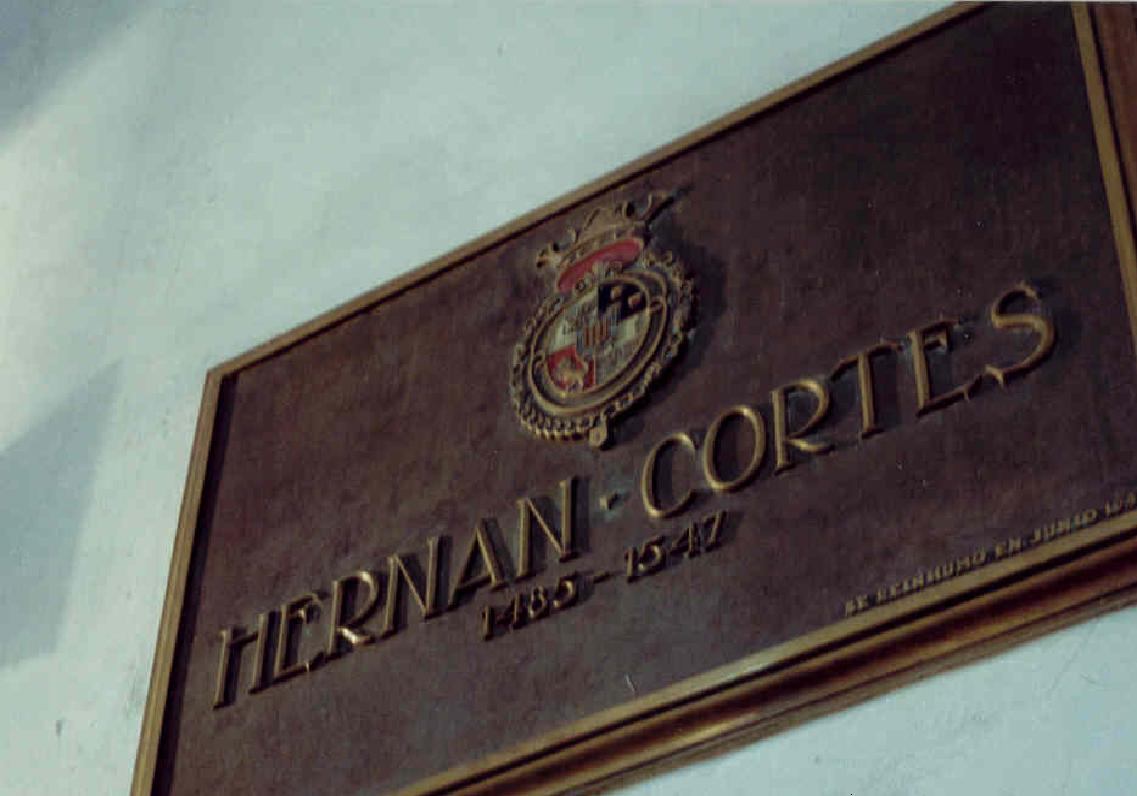
Гробниця Ернана Кортеса в госпіталі Ісуса Назарейського в Мехіко

Кортес заповідав поховати його в Мексиці, в госпіталі Ісуса Назарейського в Мехіко. Всього останки його перезахоронювали не менше 8 разів. З 1547 по 1550 рік його прах знаходився у Севільї, в монастирі Сан-Ісідоро, в склепі герцогів Медіна-Сидонія. У 1550 р. останки були переміщені, але залишилися в монастирі. 1566 року прах Кортеса було перенесено до Мексики, в Тескоко, де разом з останками його дочки спочивав до 1629 року. З 1629 по 1716 роки прах Кортеса знаходився у монастирі Сан-Франсіско на головній площі Мехіко. Через ремонтні роботи, прах було перенесено ще і в 1716 році, і тільки в 1794 році заповіт Кортеса було виконано. 1823 року в Мехіко була розгорнута кампанія за знищення останків Кортеса, і 15 вересня 1823 року надгробок було демонтовано, але прах залишився на місці. 1836 року останки перенесли до спеціальної крипти в тому ж місці. 1947 року останки розкрили та дослідили в Національному музеї антропології, дослідження підтвердили їх ідентичність Кортесу. Востаннє його останки перепоховали в 1981 році після погрози індіанської націоналістичної групи знищити їх. Відтоді, за наказом президента Хосе Лопеса Портільо, місце поховання Кортеса засекречене.

## Цікавий факт
Існує гіпотеза, що Кортес сприймався як Кецалькоатль, який повернувся, щоб знову здобути владу над своєю імперією, і ця омана стала причиною легкої перемоги іспанців. Це припущення позбавлене будь-яких підстав, бо у 1519 році, коли іспанці висадились на берег, ацтеки чудово знали що це за люди, бо вже багато років вони отримували інформацію про чужоземців від інших індіанських племен.
Порівняння з божеством ґрунтується на фонетичній помилці. Мексиканці дійсно адресували іспанцям звернення текутли, яке означало «високоповажний». Кортес не відносився до звичайної людини (макеуалли), отже він був текутли. Але вимова звуку «ку» погано вловлюється португальською через придих, через що, іспанці чули теуль. Потім теуль сплутали з теотль, що означало «божество». За часів конкісти цього порівняння Кортеса з Богом не існувало. Цей міф було створено вже по смерті завойовника з політичних мотивів[джерело?].

## У культурі
Постать Ернана Кортеса продовжує бути предметом жвавих дискусій, що відображає складність його історичної спадщини. У Мексиці його роль у завоюванні Імперії ацтеків розглядається з різних точок зору: як основоположний епізод в історії країни, а також як нагадування про жахи колонізації. Школи вивчають його як невід'ємну частину національної історії, хоча підхід залежить від регіону та культурних особливостей.
В академічному світі Кортеса аналізують у рамках нових історіографічних течій, які прагнуть зрозуміти його роль поза межами крайнощів героя чи лиходія. Нещодавні дослідження досліджують його політичні та військові здібності, його взаємодію з ключовими фігурами, такими як Малінче, та вплив його прибуття не лише на Мезоамерику, а й на Європу, трансформуючи світову економіку та сприйняття Нового Світу.
З іншого боку, у масовій культурі Кортеса зображують у книгах, фільмах, серіалах та документальних фільмах, починаючи від епічної перспективи і закінчуючи критичними баченнями, що висвітлюють насильство та нерівність, що виникли після завоювання. Ці зображення часто підживлюють публічні дебати, розпалюючи дискусії в соціальних мережах та ЗМІ.

### Кіно
- 1947: Капітан із Кастилії